# Słonowice (Brzeżno)
Słonowice (deutscher Name: Schlönwitz) ist ein Dorf in der polnischen Woiwodschaft Westpommern. Es gehört zur Gemeinde Brzeżno (Briesen) im Kreis Schivelbein.

## Geografische Lage
Słonowice liegt acht Kilometer südlich von Świdwin (Schivelbein) an der Woiwodschaftsstraße Nr. 151 Świdwin – Łobez (Labes). Der Ort wird im Nordwesten von der Rega, im Südosten von der Stara Rega (Fuchsfließ) begrenzt, das hier in die Rega mündet. Słonowice liegt am 42 Hektar großen Jez. Słonowice (Schlönwitzer See), und die höchste Erhebung im Ort ist der in deutscher Zeit so genannte Mildenberg mit 140 Metern.

## Geschichte
Das langgestreckte ehemalige Guts- und Bauerndorf Schlönwitz wird im Landbuch der Neumark 1337 als Slonewitz genannt und gehörte zum Land Schivelbein. Im Jahre 1487 belehnt Kurfürst Johann Cicero von Brandenburg den Joachim Lieventhal zu Schivelbein mit dem halben Dorf Schlönwitz.
Im Jahre 1736 hat das Dorf 14 Bauern. 1761 wird es im Siebenjährigen Krieg von russischen Truppen geplündert und fast gänzlich zerstört.

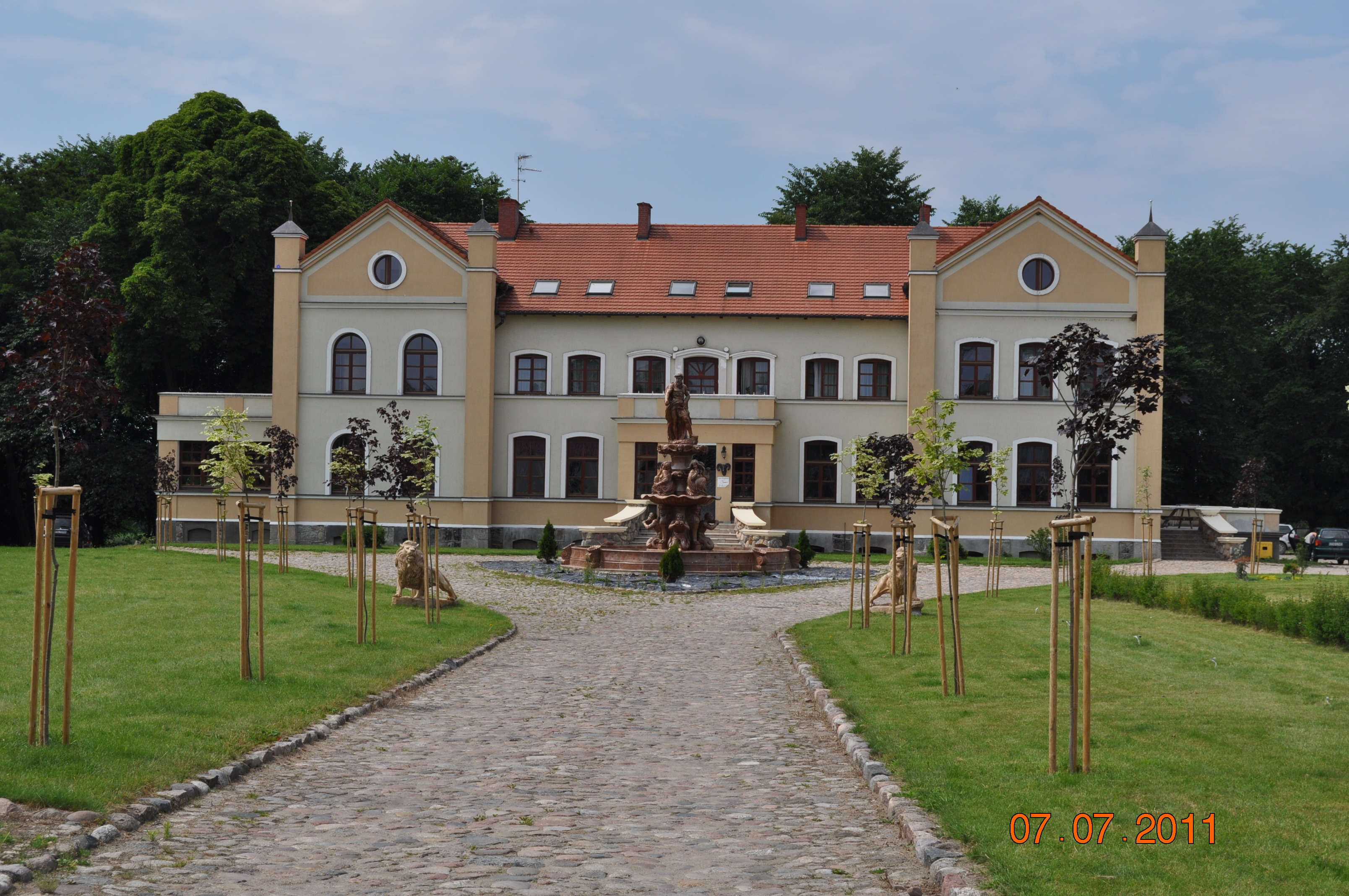
Gutshaus Schlönwitz – jetzt Hotel

1843 leben in Schlönwitz 440 Menschen, 1861 sind es 561 und 1939 bereits 594 (in 143 Haushaltungen).
Die 1595,5 Hektar große Feldmark wurde vor dem Krieg von den beiden Rittergütern Dr. Kleine-Fuhrmann (810 Hektar) und Pauline Perrin (270 Hektar) sowie 17 bäuerlichen Betrieben bewirtschaftet.
Am 3. März 1945 wurde Schlönwitz von Truppen der Roten Armee besetzt. Die ansässige Bevölkerung wurde vertrieben, und das Dorf kam unter polnische Verwaltung. Als Słonowice ist es heute ein Ortsteil der Gemeinde Brzeżno (Briesen) im Powiat Świdwiński.

## Amt Schlönwitz
Mit den Gemeinden Panzerin (heute polnisch: Pęczerzyno) und Polchlep (Półchleb) bildete Schlönwitz bis 1945 den Amtsbezirk Schlönwitz und gehörte bis 1932 zum Landkreis Schivelbein, bis dieser in den Landkreis Belgard (Persante) integriert wurde.

## Standesamt Schlönwitz
Die drei Gemeinden Panzerin, Polchlep und Schlönwitz gehörten gemeinsam auch zum Standesamtsbezirk Schlönwitz.

## Kirchspiel Schlönwitz

### Kirchengemeinde
Die Kirchengemeinde Schlönwitz bildete bis 1945 mit der Tochtergemeinde Panzerin das Kirchspiel Schlönwitz, in das auch Polchlep eingepfarrt war. 1940 zählte das Kirchspiel 1200 Gemeindeglieder, von denen 800 zur Kirchengemeinde Schlönwitz gehörten.
Das Kirchspiel lag im Kirchenkreis Schivelbein in der Kirchenprovinz Pommern der evangelischen Kirche der Altpreußischen Union.
Heute gehört Słonowice  zum Kirchspiel Koszalin (Köslin) der Diözese Pommern-Großpolen der Evangelisch-Augsburgischen Kirche in Polen.

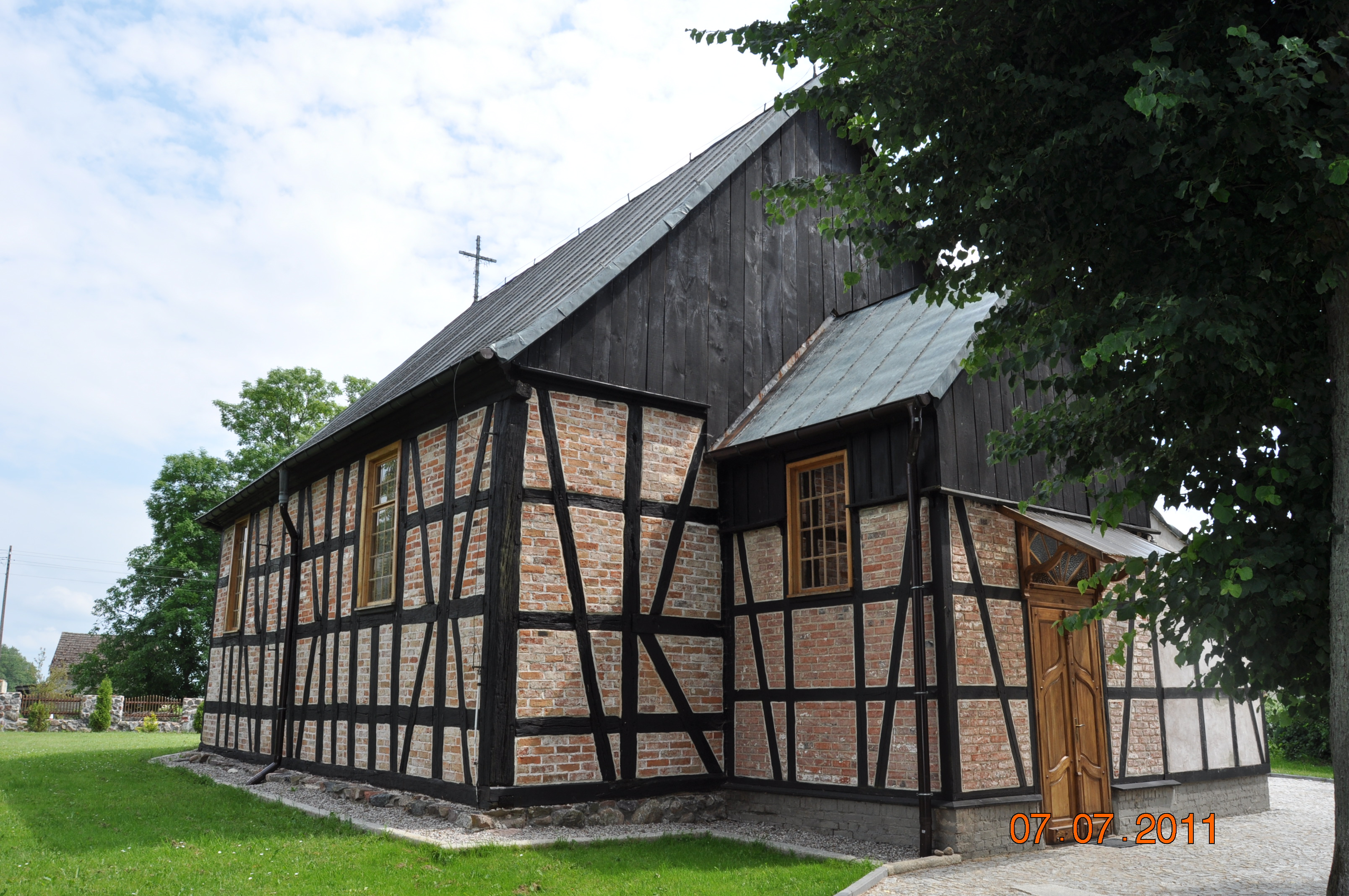
Fachwerkkirche Schlönwitz

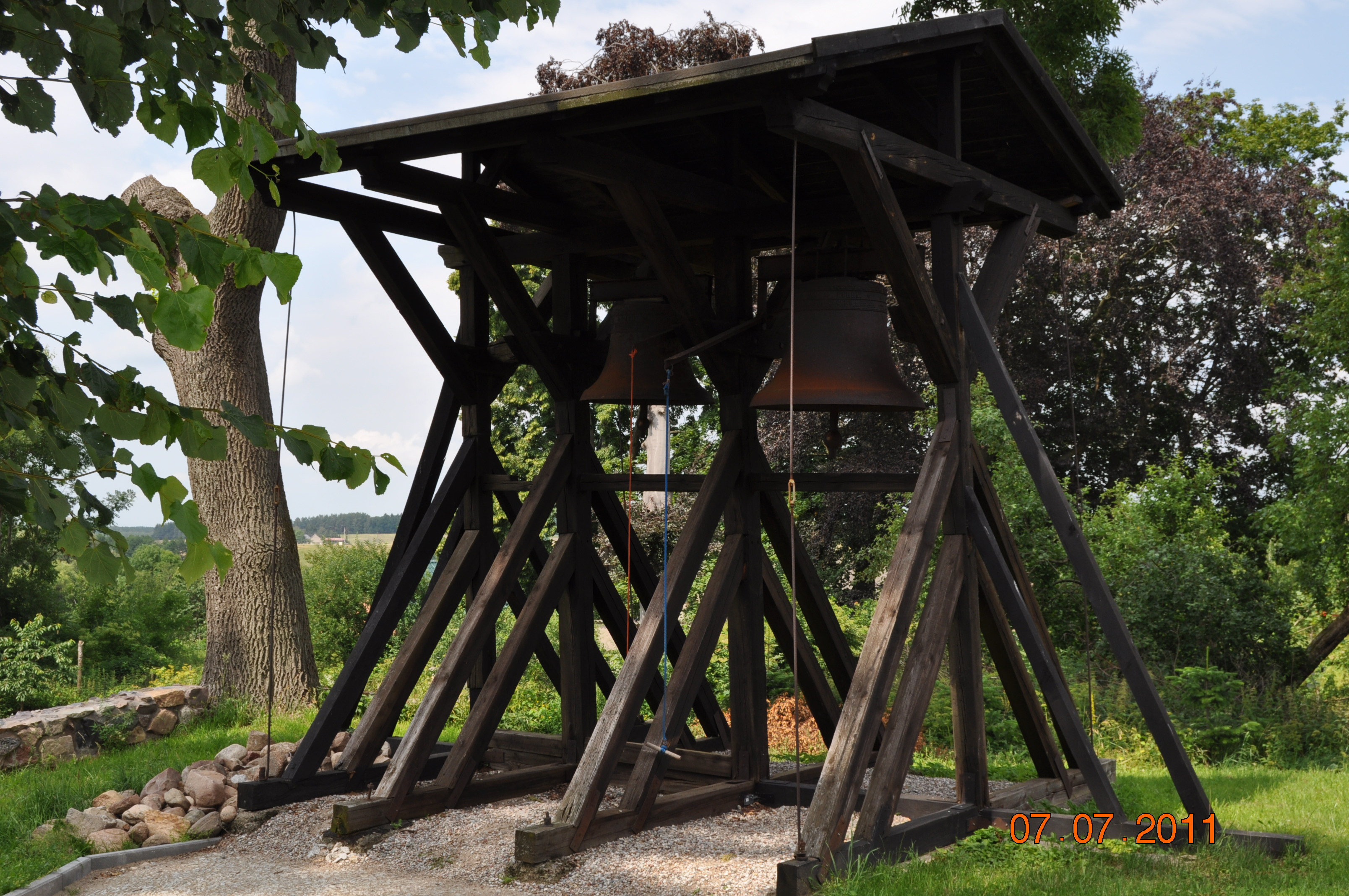
Glockenstuhl Schlönwitz

### Pfarrkirche
Im Jahre 1737 wurde die Kirche zu Schlönwitz in schlichtem Fachwerk dreiseitig geschlossen errichtet. Der Turm musste 1850 wegen Baufälligkeit abgerissen werden. An seiner Stelle wurde ein Glockenstuhl gebaut.
Zur Ausstattung gehört ein Altaraufbau mit reichem Schnitzwerk (im Mittelbild die Kreuzigung Jesu) aus der Zeit um 1700. Er kam 1843 aus der Marienkirche Köslin nach hier und war vom Brauereibesitzer Hindenberg auf einer Aktion ersteigert worden.
Die Kanzel aus der gleichen Zeit trägt fünf Apostelfiguren, die aus einem spätgotischen Schreinaltar stammten.
An der Orgelempore befanden sich fünf Holzreliefs von etwa 1600.
Aus der gleichen Zeit stammt eine 1,40 Meter hohe Figur des auferstandenen Christus.
Alle Schnitzwerke sollen ursprünglich einmal in der Wallfahrtskapelle am Gollen (heute polnisch: Góra Chełmska) nahe Köslin gestanden haben.

### Pfarrer bis 1945
1. Petrus Labenz
2. Jakob Redel
3. Georg Lübeck
4. Jakob König, genannt 1666
5. Friedrich Haupt, 1689–1729
6. Joachim Adam Neumann
7. Johann August Klamroth, bis 1819
8. Johann Friedrich Samuel Benekendorf, 1821–1827
9. Johann Friedrich Schaedel, 1827–1856
10. Adolf Ludwig Wilhelm Krüger, 1856–1901
11. Karl Hübner, 1902–1913
12. Martin Bernhard, 1913–1926
13. Johannes Jentsch, 1927–1945

Im Jahre 1913 bestand in Schlönwitz eine Schule.